# Липень 2007
Липень 2007 — сьомий місяць 2007 року, що розпочався у неділю 1 липня та закінчився у вівторок 31 липня.

## Події
- 1 липня — у Росії Камчатська область і Коряцький автономний округ стали єдиним суб'єктом — Камчатським краєм.
- 7 липня — в день «трьох сімок» (7.07.07) названі Нові сім чудес світу. Ними стали: Великий китайський мур, Тадж-Махал, Колізей у Римі, Петра, статуя Христа в Ріо-де-Жанейро, Мачу-Пікчу в Перу та Чичен-Іца в Мексиці.
- 12 липня — авіаудар вертольотів США в Багдаді (Ірак).
- 12-14 липня — п'ятий щорічний міжнародний фестиваль етнічної музики та лендарту «Шешори».
- 15 липня — у фіналі Кубка Америки з футболу збірна Бразилії перемогла збірну Аргентини.
- 16 липня — фосфорна аварія під Ожидовом — у Львівської області зійшли з колії та перекинулися 15 цистерн з жовтим фосфором товарного потягу.
- 24 липня — початок військової операції НАТО «Молот» в Афганістані.